# Fitim Morina
Fitim Morina (* 29. Mai 1991 in Peć, SFR Jugoslawien, heute Kosovo) ist ein isländischer Fußballspieler.

## Karriere
Morina begann seine Karriere mit acht Jahren in der Jugend von Valur Reykjavík. Im September 2009 verließ er Island und wechselte in die Niederlande zu RKC Waalwijk, wo er vorwiegend für (RJO) Willem II/RKC zum Einsatz kam. Im Juli 2010 gab er seine Rückkehr zu Valur Reykjavík bekannt und feierte sein Profi-Debüt für Válur. Nachdem er zu einem zweiten Kurzeinsatz in der Pepsideild für Valur gekommen war, wechselte er am 24. Juli 2011 auf Leihbasis zu UMF Njarðvík. Nach seiner Rückkehr zu Valur Reykjavík, löste Morina seinen Vertrag auf und wechselte im Februar 2012 zu Íþróttafélag Reykjavíkur in die 1. deild karla.